# 綿貫瞬
綿貫 瞬（わたぬき しゅん、1987年11月2日 - ）は、日本の元プロバスケットボール選手である。ポジションはポイントガード。178cm、73kg。

## 来歴
神奈川県横浜市出身
小学校でバスケを始め、横浜市立旭中学校、神奈川県立霧が丘高等学校を経て神奈川大学に進学。
卒業後の2010年、JBL2の石川ブルースパークスに加入。
2012年、bjリーグの大阪エヴェッサにドラフト1巡目指名され、入団。
2013年、京都ハンナリーズに移籍。
2015年、大阪エヴェッサに移籍。
2017年、京都ハンナリーズに期限付移籍。
2019年、京都ハンナリーズに完全移籍。
2020年、アースフレンズ東京Zに移籍。
2021年、新潟アルビレックスBBに移籍。
2023年、レバンガ北海道に移籍。
2024年、レバンガ北海道を退団。

## 経歴
- 霧が丘高校
- 神奈川大
- 石川ブルースパークス（2010年-2012年）
- 大阪エヴェッサ（2012年-2013年）
- 京都ハンナリーズ（2013年-2015年）
- 大阪エヴェッサ（2015年-2019年）
  - 京都ハンナリーズ（2017年-2019年）：期限付き移籍
- 京都ハンナリーズ（2019年-2020年）
- アースフレンズ東京Z（2020年-2021年）
- 新潟アルビレックスBB（2021年-2023年）
- レバンガ北海道（2023年-2024年）

## 成績
| シーズン   | チーム | GP | GS | MPG  | FG%  | 3P%  | FT%  | RPG | APG | SPG | BPG | TO  | PPG |
| ---------- | ------ | -- | -- | ---- | ---- | ---- | ---- | --- | --- | --- | --- | --- | --- |
| bj 2012-13 | 大阪   | 52 | 42 | 26.1 | .413 | .336 | .855 | 2.7 | 2.5 | 0.9 | 0.1 | 1.2 | 8.4 |
| bj 2013-14 | 京都   | 52 | 50 | 27.8 | .406 | .239 | .835 | 3.8 | 2.5 | 1.3 | 0.2 | 1.0 | 8.7 |
| bj 2014-15 | 京都   | 52 | 26 | 24.8 | .416 | .338 | .848 | 2.8 | 2.6 | 1.1 | 0.1 | 1.0 | 6.7 |
| bj 2015-16 | 大阪   | 50 | 7  | 21.9 | .433 | .412 | .839 | 3.2 | 2.0 | 1.3 | 0.1 | 0.9 | 5.5 |
| B1 2016-17 | 大阪   | 47 |    | 16.7 | .340 | .407 | .800 | 2.1 | 1.2 | 0.5 | 0.1 | 0.9 | 3.7 |
| B1 2017-18 | 京都   | 41 | 1  | 16.0 | .374 | .308 | .872 | 2.0 | 1.9 | 0.9 | 0.0 | 0.8 | 4.5 |